# Potters Hill
Potters Hill – jednostka osadnicza w Stanach Zjednoczonych, w stanie Karolina Północna, w hrabstwie Duplin.